# Rhomaleosaurus
Rhomaleosaurus is een geslacht van uitgestorven zeereptielen behorend tot de orde Plesiosauria. Rhomaleosaurus betekent 'sterke hagedis' en is een geslacht uit het Onder-Jura (Toarcien, ongeveer 183 tot 175,6 miljoen jaar geleden) van rhomaleosauride Pliosauroidea bekend uit Northamptonshire en uit Yorkshire van het Verenigd Koninkrijk. Het werd benoemd door Harry Govier Seeley in 1874 en de typesoort is Rhomaleosaurus cramptoni. Het was een van de eerste grote zeeroofreptielen, die in de zeeën van het Mesozoïcum jaagden. De lengte was ongeveer zeven meter. Net als andere pliosauriërs voedde Rhomaleosaurus zich met ichthyosauriërs, ammonieten en andere plesiosauriërs.

## Naamgeving

### Rhomaleosaurus cramptoni
In juli 1848 werd door arbeiders een fossiel van een grote plesiosauriër opgegraven in een aluinmijn in Kettleness, op de noordzeekust nabij Whitby in Yorkshire. Het werd verzameld uit de A. bifrons ammonietzone van de Whitby Mudstone-formatie, daterend uit het Onder-Toarcien, ongeveer 183 tot 180 miljoen jaar oud. Het dier werd in 1849 in een krantenartikel aan Plesiosaurus macrocephalus toegewezen. Het complete skelet dat de schedel omvatte maar de linkerachtervin verloren had, specimen NMING F8785, werd vijf jaar bewaard in Mulgrave Castle, dat toen eigendom was van Constantine Phipps, 1st Marquess of Normanby, meteen eigenaar van de mijn. In 1853 liet de markies de interessante vondst zien aan de vooraanstaande Ierse chirurg en anatoom Sir Philip Crampton. In datzelfde jaar bracht Crampton het fossiel over naar Dublin om als topstuk te worden getoond op de jaarlijkse bijeenkomst van de British Association in 1853. De Zoological Society of Ireland bouwde een speciale twaalf meter lange tent voor het grote reptiel in de Botanical Gardens. Na een decennium, nog steeds onbeschreven, werd het exemplaar verplaatst naar de entreehal van het Royal Dublin Society Museum omdat de tent geen bescherming meer bood en officieel beschreven door Alexander Carte en William Hellier Baily als een nieuwe soort van Plesiosaurus. Carte en Bailey hebben de soort in 1863 Plesiosaurus cramptoni genoemd naar de Ierse wetenschapper Sir Philip Crampton.
In 1874 erkende de Britse geoloog Harry Govier Seeley een nieuw geslacht Rhomaleosaurus op basis van deze vondst, die nu bekend staat als het typegeslacht van de familie Rhomaleosauridae. De geslachtsnaam is afgeleid van het Grieks rhomaleos, "fors". In 1877 werd het specimen voor £200,- verworven door het National Museum of Ireland. In 1890 werd het geplaatst in de speciale fossil hall. Die werd echter in 1979 gesloopt. Daarbij werd het specimen met een voorhamer opgebroken en in een tiental kratten over musea verspreid. In 1992 werden die bijeengebracht in het depot van Beggars Bush. In al die tijd werd het fossiel bedekt met steeds dikkere lagen gips, verf en vernis. Pas in september 2006 werd de schedel van dit exemplaar eindelijk geprepareerd, wat in februari 2007 voltooid werd, een hernieuw onderzoek van dit geslacht mogelijk makend door Adam Stuart Smith, welke de schedel in 2008 apart beschreef. De postcrania waren toen nog niet gerestaureerd.

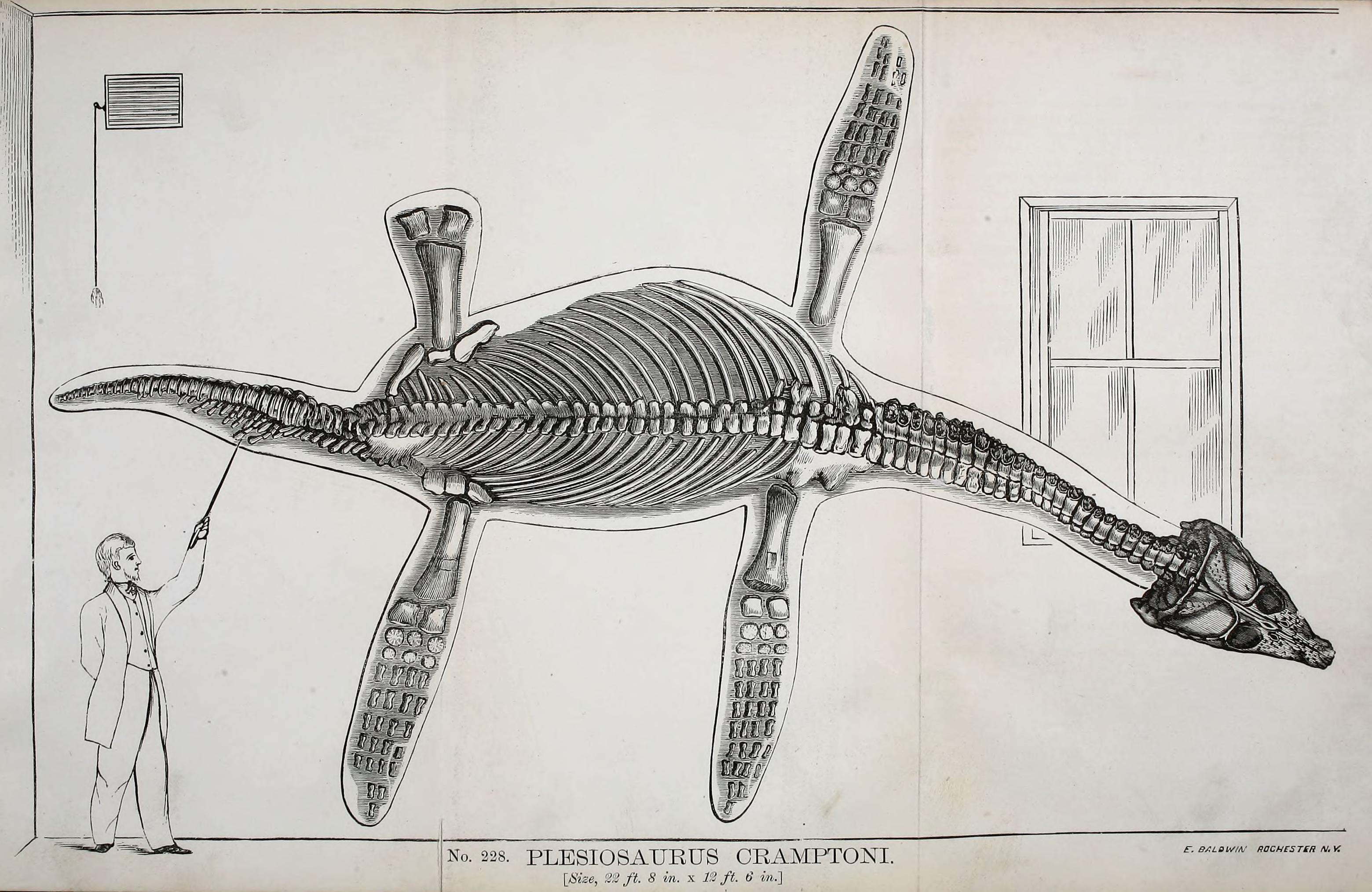
De catalogus, met vier vingers dan wel tenen

Het indrukwekkende exemplaar trok ook de aandacht van de fossielenhandelaar Henry A. Ward die zich gespecialiseerd had in het verkopen van afgietsels. In 1866 nam hij die op in zijn catalogus waarbij een stuksprijs van $150,- aangegeven werd. Afgietsels zijn nog aanwezig in het Natural History Museum, te Londen (NHMUK PV R.34), het Bath Royal Literary and Scientific Institution, de Cornell University in New York, de University of Illinois en de Monash University in Victoria, Australië. Opmerkelijk is dat de afgietsels niet identiek zijn. Bij dat in Bath zijn de achtervinnen, waaraan er immers een ontbrak, vervangen door gespiegelde afgietsels van de voorvinnen. Bij het stuk in Londen zijn bij alle vier de vinnen handen dan wel voeten, waarvan bij het origineel de elementen verschoven of vernietigd waren, aangevuld door restauraties, het aantal vingers en tenen vergrotend. De afgietsels, talloze malen geïllustreerd, zouden voor een groot deel de indruk bepalen die het grote publiek van pliosauriërs had.

### Rhomaleosaurus zetlandicus

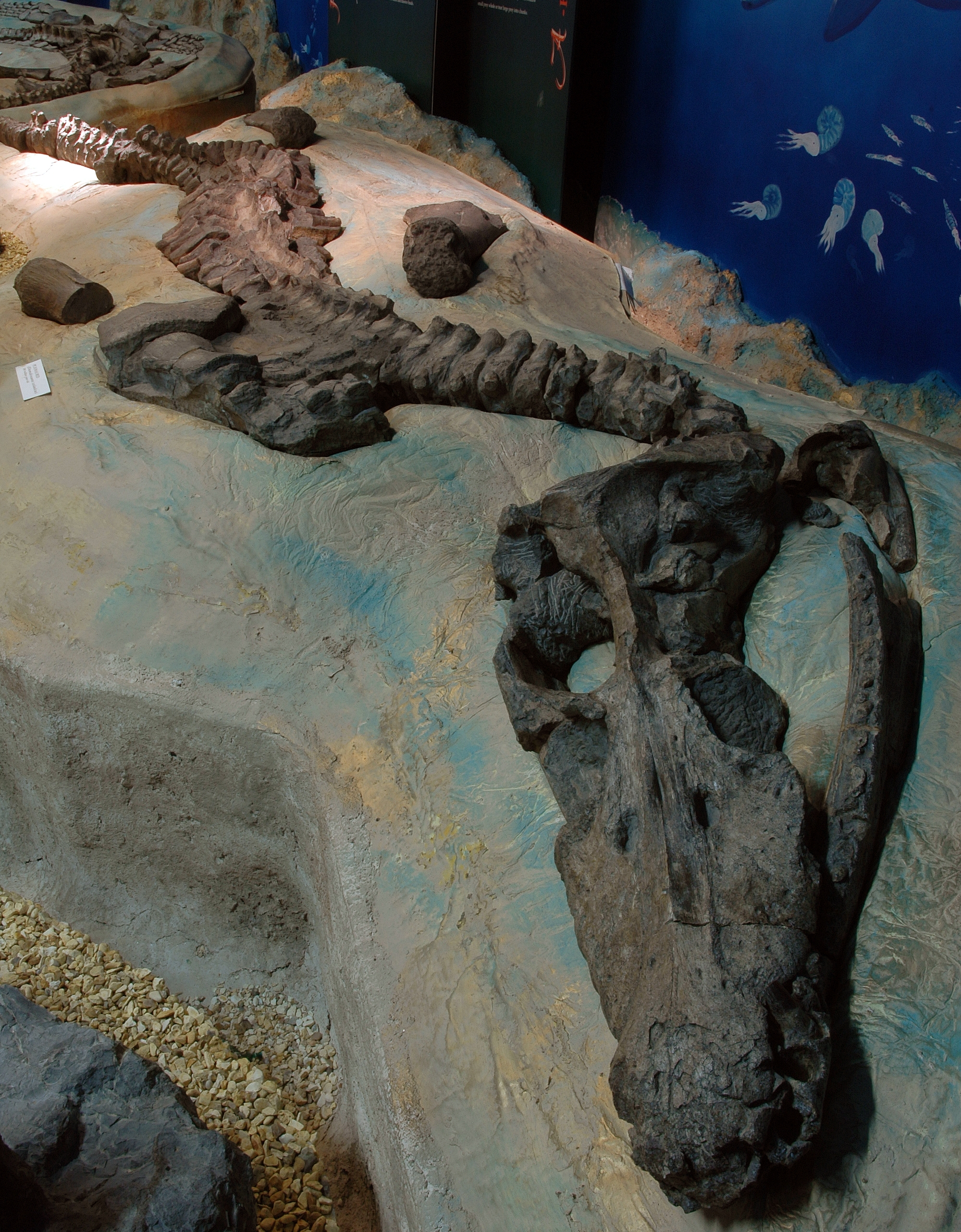
YORYM G503

Lawrence Dundas, 1st Earl of Zetland was de eigenaar van de Loftus Alum Mine, een grote aluingroeve op twee kilometer ten noordoosten van Loftus gelegen. Tegen 1852 werd er een skelet van een plesiosauriër gevonden. Lord Dundas, een begunstiger van kunsten en wetenschappen, schonk het begin 1852 aan de Yorkshire Philosophical Society. Het exemplaar werd bestudeerd door hun conservator John Phillips en door deze in 1853 eerst benoemd als een Plesiosaurus Zetlandi en toen als een Plesiosaurus Zetlandicus. Dat bleven echter nomina nuda omdat hij weliswaar stelde dat soort zich duidelijk onderscheidde van andere plesiosauriërs maar niet aangaf waarin dan, naar huidige normen een strikt vereiste. Pas in 1854 publiceerde hij een voldoende beschrijving, eerst nog anoniem.
R. zetlandicus is bekend van het holotype YORYM G503, een bijna volledige schedel en wervelkolom in combinatie met delen van de ledematen. Vooral de staart is zeer compleet. Het werd verzameld uit de Alum Shale van de Whitby Mudstone Formation, Yorkshire, daterend uit het Toarcien. Richard Lydekker hernoemde de soort in 1889 tot Thaumatosaurus zetlandicus. De combinatie Rhomaleosaurus zetlandicus werd pas in 1963 benoemd door Per-Ove Persson. De schedel werd in detail beschreven door Michael Alan Taylor in 1992. Die had de schedel opnieuw geprepareerd. Het hele specimen was omsloten geweest in een knol keihard pyriet-houdend gesteente en alleen met wolfraamcarbide naalden lukte het hem de klus te klaren, zich verbazend over de inspanningen die men zich in de negentiende eeuw moet hebben getroost, toen alleen stalen naalden beschikbaar waren, zachter dan het pyriet. Hij concludeerde dat de vreemde verwrongen houding van het lichaam al bij het fossiel aanwezig moet zijn geweest. Later werd het taxon herzien door Arthur Cruickshank in 1996 als een ouder synoniem van R. cramptoni, naast R. thorntoni. Adam S. Smith (2007) en Smith en Gareth J. Dyke (2008) beschouwden deze soort echter als geldig. Zo niet dan zou Rhomaleosaurus cramptoni het jongere synoniem zijn en Rhomaleosaurus zetlandicus de geldige combinatio nova.

### Rhomaleosaurus propinquus
R. propinquus is bekend van het holotype WM 852.S, een in verband liggend bijna volledig skelet dat de schedel bewaart, zichtbaar in bovenaanzicht. Het werd in 1844 bij Kettleness verzameld uit de ammonietzone van A. serpentines, van de Whitby Mudstone-formatie, Yorkshire, daterend uit het middelste Toarcien, ongeveer 180-177 miljoen jaar geleden. Het werd in 1845 door Edward Charlesworth toegewezen aan Plesiosaurus macrocephalus.
R. propinquus werd door Ralph Tate en John Frederick Blake in 1876 benoemd als een nieuwe soort van Plesiosaurus: Plesiosaurus propinquus. De soortaanduiding betekent "de nauw verwante" en verwijst vermoedelijk — er werd geen etymologie gegeven — naar de gelijkenis met P. cramptoni die in het boek er direct voor behandeld werd. Propinquus kan ook "bijna" betekenen en volgens Ben Creisler verwees de naam naar het gegeven dat de naamgevers vonden dat de onderkaak na verdere studie zou kunnen wijzen op het behoren tot een eigen geslacht. D.M.S. Watson herbeschreef het in 1910 als een soort van Rhomaleosaurus: Rhomaleosaurus propinquus. Adam Stuart Smith (2007) suggereerde in zijn proefschrift over de anatomie en classificatie van de Rhomaleosauridae dat R. propinquus een jonger synoniem is van Rhomaleosaurus zetlandicus. Smith en Gareth J. Dyke (2008) beschouwden deze soort echter als geldig. In 2009 keerde Smith echter weer terug naar zijn oude standpunt.

### Rhomaleosaurus thorntoni
R. thorntoni is bekend van het holotype BMNH R4853, in het begin van de twintigste eeuw gevonden en uiteindelijk grotendeels veiliggesteld door de microbioloog Henry Gerard Thornton die de resten naar het British Museum overbracht, een driedimensionaal, gedeeltelijk compleet skelet dat het grootste deel van de schedel en de onderkaken heeft bewaard. Vooral de schoudergordel en het bekken zijn uitzonderlijk compleet: daarnaast bevat de buikholte een gastroliet. Het werd verzameld nabij Kingsthorpe Hall in Northamptonshire, daterend uit het Toarcien. Thornton had paleontologie als een hobby. Het is de enige bekende Britse rhomaleosauride uit het Toarcien die tot op heden buiten de kust van Yorkshire is ontdekt. R. thorntoni werd benoemd door Charles William Andrews in 1922 en later herzien door Cruickshank (1996) als een jonger synoniem van R. cramptoni, naast R. zetlandicus. Adam S. Smith (2007) en Smith en Gareth J. Dyke (2008) beschouwden deze soort als geldig. Smith wijdde in 2014 samen met Roger Benson een zeldzame monografie aan de soort.

### Opnieuw toegewezen soorten
Smith erkende in zijn proefschrift slechts drie geldige soorten: R. cramptoni, R. thorntoni en R. zetlandicus. Smith & Dyke erkenden in 2008 ook R. propinquus als geldig. Door de jaren heen zijn echter verschillende verdere soorten in het geslacht Rhomaleosaurus geplaatst. Andere op zich geldige soorten die eerder onder dit geslacht vielen, waren R. megacephalus en R. victor. Smith (2007) en Smith en Dyke (2008) stelden dat deze soorten niet tot Rhomaleosaurus behoren. R. megacephalus werd in Eurycleidus geplaatst door Smith (2007) en een eigen geslacht waardig geacht door Smith en Dyke (2008). R. victor werd een eigen geslacht Meyerasaurus, benoemd door Smith en Vincent in 2010. Cladistische analysen door Ketchum & Benson, 2010, Benson et alii, 2011 en Ketchum & Benson, 2011 vonden R. megacephalus basaal te staan ten opzichte van de clade met Rhomaleosaurus en Eurycleidus. Het zou dus een apart geslacht moeten zijn, zoals al voorgesteld door Smith en Dyke (2008). Overeenkomstig is het in zijn eigen geslacht Atychodracon geplaatst door Smith in 2015.
Er zijn ook soorten die slecht materiaal aanduiden. In 1829 benoemde Georges Cuvier een Plesiosaurus carinatus, "met de kam", op basis van een halswervel uit Boulogne-sur-Mer. Die werd in 1963 door Persson hernoemd in een Rhomaleosaurus? carinatus. De soort wordt tegenwoordig beschouwd als een nomen dubium.
Henri-Émile Sauvage benoemde in 1879 een Plesiosaurus morinicus gebaseerd op wervels gevonden in de Pas-de-Calais. In 1910 hernoemde hij die zelf tot een Thaumatosaurus morinicus die later wel gezien is als een Rhomaleosaurus morinicus. Ook dit taxon ziet men als een niet-diagnostische nomen dubium.

### Thaumatosaurus
Thaumatosaurus, wat 'wonderreptiel' of 'monstereptiel' betekent, is een geslacht van plesiosauriërs in 1841 benoemd door paleontoloog Christian Erich Hermann von Meyer. Meyer benoemde de soort Thaumatosaurus oolithicus op basis van gedeeltelijke schedel, wervel- en ledemaatresten, die waren gevonden in de Posidoniaschalie van Holzmaden in Baden-Württemberg. In 1856 publiceerde Meyer een volledige beschrijving van Thaumatosaurus en verstrekte later afmetingen van het exemplaar. Richard Lydekker (1889) beschouwde Rhomaleosaurus als een jonger synoniem van Thaumatosaurus omdat Richard Lydekker en Harry G. Seeley 'vastberaden weigerden de generieke en specifieke namen te erkennen die door beiden waren voorgesteld'. Lydekker gebruikte consistent  de naam Thaumatosaurus in plaats van Rhomaleosaurus. Eberhard Fraas erkende in 1910 beide geslachtsnamen in zijn oorspronkelijke beschrijving van Rhomaleosaurus victor (nu Meyerasaurus), maar benoemde de nieuwe soort als een Thaumatosaurus victor. Veel andere onderzoekers namen de naam Thaumatosaurus over. Deze naam kwam ook vaak voor in populair-wetenschappelijke boeken. Tegenwoordig wordt Thaumatosaurus beschouwd als een nomen dubium, omdat het holotypemateriaal volgens een analyse door Lambert Beverly Tarlo uit 1960 zo slecht is dat het in het beste geval als Pliosauroidea indeterminata kan worden aangegeven. De wel diagnostische specimina die ooit bij Thaumatosaurus zijn ondergebracht, vertegenwoordigen nu de holotypen van Eurycleidus, Meyerasaurus en Rhomaleosaurus.

## Beschrijving

### Grootte

Vergelijking in grootte met een mens

Het holotype van Rhomaleosaurus cramptoni is zeven meter lang en daarmee nog steeds een van de grootste pliosauriërs die ooit ontdekt zijn. R. zetlandicus is zo'n vijf meter lang. R. propinquus is 4,4 meter lang. R. thorntoni is ongeveer even lang als R. cramptoni. Gregory S. Paul schatte in 2022 de lengte van R. cramptoni op 6,7 meter, het gewicht op 2,1 ton.

### Algemene bouw
Rhomaleosaurus was een krachtig gebouwde pliosauriër met vier vinnen die voor de voortstuwing zorgden. De wervels zijn gelijkmatig gebouwd. De romp is daarbij laag en niet al te breed wat een hydrodynamisch profiel oplevert. De vinnen zijn uitzonderlijk groot, breed maar ook zeer lang. Ze moeten een grote voorwaartse kracht hebben opgeleverd in een lage slagfrequentie. Dat wijst op een hoge snelheid in een langdurige achtervolgingsjacht. De kop is groot, met een driehoekig profiel.

### Onderscheidende kenmerken

#### Kenmerken van het genusRhomaleosaurus
Smith stelde in 2007 twee onderscheidende kenmerken vast van het geslacht als zodanig. Twee ervan zijn synapomorfieën van het genus als clade gezien. Tussen de neusgaten ligt bovenaan een groot foramen. Het darmbeen is robuust.
Verder is er een unieke combinatie van op zich niet unieke kenmerken. De voorhoofdsbeenderen worden doorboord door foramina. Vóór het neusgat lopen de beennaden tussen praemaxilla en bovenkaaksbeen evenwijdig. Het verhemeltebeen raakt het interne neusgat, de choana, niet. Het gedeelte van de snuit gevormd door de praemaxillae is ongeveer even lang als breed. De symfyse van de onderkaken is kort, met een lengte tussen de 60% en 89% van de breedte. Op de binnenzijde van het retroarticulair uitsteeksel van de onderkaak, de hefboom waarmee de muil gesloten wordt, ligt een bult. Er liggen gladde stroken op de zijranden van de halswervels. Het spaakbeen is even lang als aan het onderste uiteinde breed.

#### KenmerkenRhomaleosaurus cramptoni
Smith gaf voor R. cramptoni een unieke combinatie van kenmerken aan waarin de soort zich onderscheidt van andere rhomaleosaurussoorten.  De snuit vóór de oogkassen beslaat 42% van de schedellengte. De premaxillaire snuit is veel korter dan breed, met de lengte 76% van de breedte. De zijdelingse inkeping tussen praemaxilla en bovenkaaksbeen is zwak ontwikkeld. De zone vóór de oogkassen beslaat 42% van de schedellengte. De achterste holten tussen de ptyerygoíden liggen tamelijk vooraan met hun voorrand op 65% van de schedellengte. Het opperarmbeen is matig verbreed in zijn uiteinden. Opperarmbeen en dijbeen hebben een gelijke lengte. Het quadratum wordt doorboord door een foramen quadraticum (gedeeld met R. zetlandicus).

#### KenmerkenRhomaleosaurus zetlandicus
Smith gaf ook voor R. zetlandicus een unieke combinatie van kenmerken aan. De premaxillaire snuit is even lang als breed, met de lengte 96% van de breedte. De zijdelingse inkeping tussen praemaxilla en bovenkaaksbeen is goed ontwikkeld. De zone vóór de oogkassen beslaat 47% van de schedellengte. De achterste holten tussen de ptyerygoíden liggen tamelijk vooraan met hun voorrand op 73% van de schedellengte. De hoek op de beennaad tussen squamosum en wandbeen is zeer sterk ontwikkeld.

#### KenmerkenRhomaleosaurus thortoni
Smith gaf mede voor R. thortoni een unieke combinatie van kenmerken aan. De premaxillaire snuit is even lang als breed, met de lengte 98% van de breedte. De zijdelingse inkeping tussen praemaxilla en bovenkaaksbeen is sterk ontwikkeld. De zone vóór de oogkassen beslaat 47% van de schedellengte. Het opperarmbeen is onderaan sterk verbreed, heeft een relatief grotere lengte ten opzichte van de schedel en is langer dan het dijbeen.

### Skelet

#### Schedel
De schedel van R. cramptoni heeft een lengte van achtentachtig centimeter. De praemaxillae vormen een spatelvormige snuit met aan iedere zijde vijf premaxillaire tanden. De neusgaten liggen drieënvijftig millimeter voor de oogkassen. Alle rhomaleosaurussoorten hebben een ruitvormig foramen tussen de neusgaten, met opstaande randen. Het foramen loopt bij alle soorten uit in een scherpe middenrichel. De praemaxillae splitsen zich niet direct voor de neusgaten, wat uitzonderlijk is voor plesiosauriërs. Bij alle soorten lopen de beennaden, links en rechts, tussen praemaxillae en  bovenkaaksbeenderen evenwijdig, net als bij Maresaurus. De voorhoofdsbeenderen zijn vooraan gesplitst net als bij alle plesiosauriërs uit het Toarcien (maar anders dan bij Atychodracon), met brede voorste takken die de praemaxillae vrijwel van de neusgaten dringen. De oogkassen zijn trapeziumvormig en zo gericht dat het dier schuin naar voren en boven kon kijken. Het prefrontale ligt op de voorste binnenrand van de oogkas. Het postfronatle is een klein driehoekig element op de achterste bovenrand van de oogkas. Er is een duidelijke richel op het postorbitale achter de oogkas die het grootste deel uitmaakt van de postorbitale balk. Het wandbeen heeft een vierkant zijwaartse tak. De wandbeenderen zijn versmolten en worden in het midden doorboord door een ruitvormig foramen pineale, de positie van het "derde oog". Het jukbeen is langwerpig en vormt de achterste onderste buitenhoek van de oogkas. De bovenste slaapvensters zijn groot en langwerpig. De squamosa vormen driestralige elementen die de hele achterranden van de bovenste slaapvensters uitmaken. Bij alle soorten en Atychodracon lopen de squamosa uit in platen die gedeeld worden met de wandbeenderen. De squamosa hebben achteraan een gedeelde bult op de middenlijn. Vooraan hebben ze een verbrede zigzaggende beennaad met de wandbeenderen. Tussen de top van het quadratum en het squamosum ligt een foramen quadraticum net als bij R. zetlandicus.
De tanden zijn relatief groot. De meeste kronen zijn echter afgebroken in de fossielen zodat hun exacte vorm alleen indirect bepaald kan worden. Ze zijn vermoedelijk kegelvormig, spits en naar achteren gebogen. De eerste premaxillaire tand is juist opvallend klein. De volgende premaxillaire tanden, vooral de derde en vierde, behoren tot de grootste in de kop en moeten gediend hebben om prooien te grijpen. Bij het sluiten van de muil staken ze wellicht onder de onderkant van de onderkaak uit. Tussen de laatste, vijfde, premaxillaire tand en de eerste maxillaire tand in het bovenkaaksbeen bevindt zich een klein diasteem, gaping. De eerste maxillaire tand is weer eg klein maar de tweede is de grootste in de maxilla en wellicht de hele bovenkaak. Ook de derde en vierde zijn lang. Van de twaalfde af zijn de tanden klein, tot onder de voorrand van bovenste slaapvenster doorlopend. Het aantal maxillaire tanden bedraagt vermoedelijk dertig. Bij sommige tanden is waarneembaar dat er vier grote verticale tichels op de buitenzijde liggen waarvan er een tot het spits doorloopt. De tanden van de bovenkaken en onderkaken grijpen om en om in elkaar. Bij het holotype verschillen de aantallen dentaire tanden in de onderkaken: negentwintig rechts, tweeëndertig links. Een dergelijke individuele variatie is niet ongebruikelijk. Er staan dus ruwweg 130 tanden in de kop als geheel. De eerste dentaire tand staat buiten de lijn van de eerste premaxillaire tand zoals bij alle Plesiosauria. De tweede en vierde dentaire tand zijn erg lang. Na de zestiende zijn de tanden veel korter. Sommige dentaire tanden tonen zes of zeven verticale richels aan de buitenzijde.

#### Postcrania

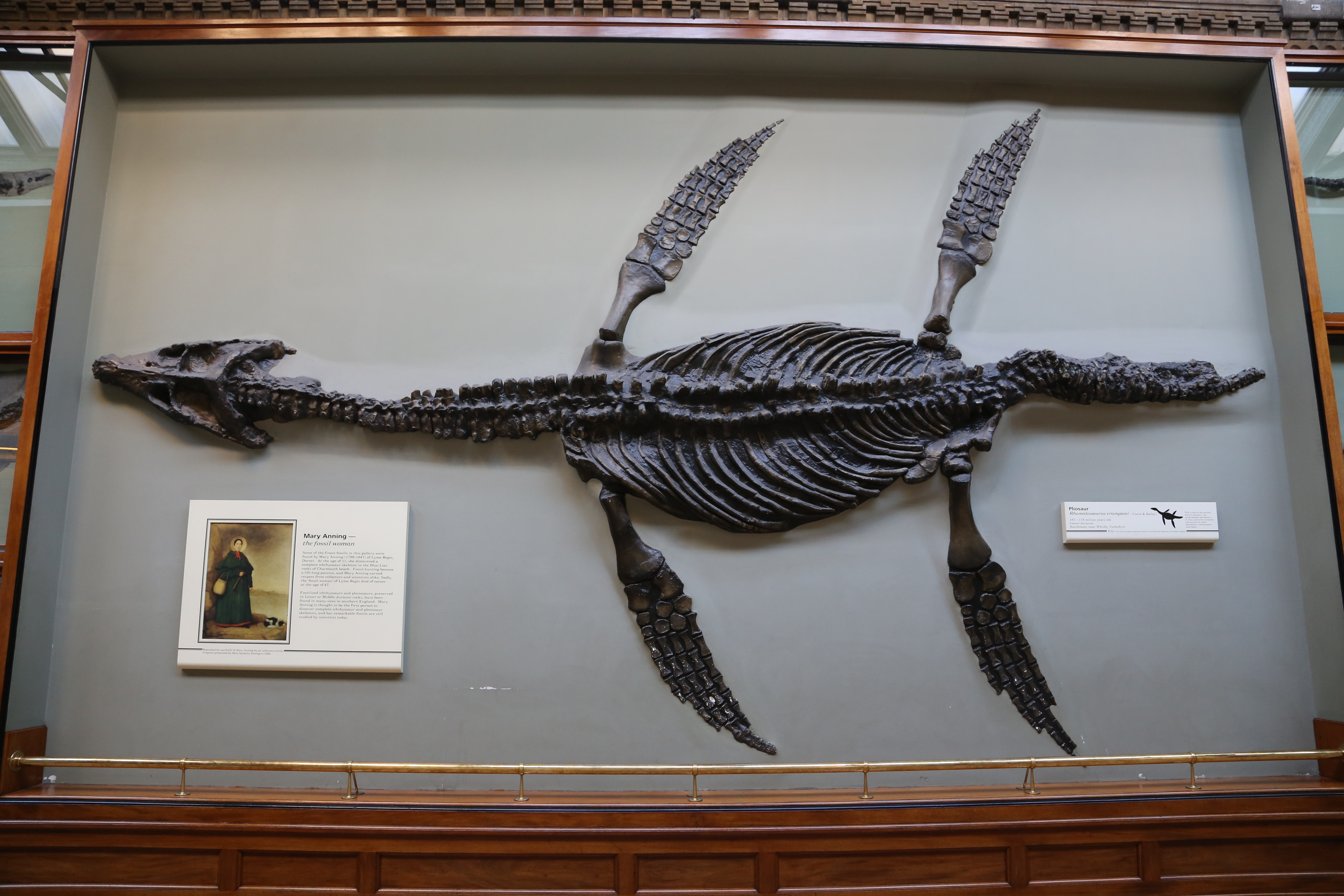
Het afgietsel heeft vijf digiti per vin

De indeling van de wervelkolom verschilt tussen de holotypen van de soorten maar het is onduidelijk of dit een gevolg is van specifieke verschillen, tafonomie, individuele variatie, rijping of seksuele dimorfie. R. cramptoni heeft achtentwintig halswervels, vijfentwintig ruggenwervels, vijf sacrale wervels en negenentwintig tot dertig staartwervels. R. zetlandicus heeft ook achtentwintig halswervels maar slechts tweeëntwintig ruggenwervels. Het aantal sacralen bedraagt zes, en het aantal staartwervels weer negentwintig. R. thorntoni bewaart tien halswervels maar het oorspronkelijke totaal moet veel hoger hebben gelegen. Hier zijn er eenendertig ruggenwervels; het aantal sacralen is onbekend en de vijftien bewaarde staartwervels vertegenwoordigen niet de hele staart. R. propinquus telt weer achtentwintig wervels in de nek, eenentwintig in de rug, vijf in het heiligbeen en dertig in de staart.
De voorste halswervels zijn zijdelings afgeplat; na een plotse overgang krijgen ze een ronde doorsnede. De nekribben hebben een bijlvormig profiel door voorste uitsteeksels.
De spaakbeenderen zijn rechthoekig. De ellepijpen zijn niervormig en iets korter dan de spaakbeenderen. Het is waarschijnlijk dat bij het holotype het linkerscheenbeen omgekeerd is gemonteerd.
Het aantal vingers en tenen in iedere vin bedraagt vier in het holotype van R. cramptoni. Dat wijkt af van het aantal van vijf in alle directe verwanten en is later wel gezien als een fout in de restauratie, de reden om het afgietsel in Londen aan te passen. Het is niet meer bekend wanneer dit precies plaatsvond.

## Fylogenie
Smith & Dyke, 2008 beschreven de schedel van R. cramptoni opnieuw na zijn laatste preparatie. Zowel Rhomaleosauridae als Pliosauridae bleken monofyletisch te zijn en de verwantschappen tussen de soorten van Rhomaleosaurus werden getest. Het onderstaande cladogram volgt Smith & Dyke (2008), waarbij de asterisk die soorten aangeeft van Rhomaleosaurus welke na hun benoeming aan hun eigen geslachten zijn toegewezen.
|  | WARWKS G10875 → nog onbenoemde soort* |
|  | |
|  | \| \| Atychodracon megacephalus* \| \| \| \| \| \| LEICS G221.1851 toegewezen aan Atychodracon megacephalus* \| \| \| \| \| \| NMING F8749 toegewezen aan Atychodracon megacephalus* \| \| \| \| \| \| NMING F10194 toegewezen aan Atychodracon megacephalus* \| \| \| \| \| \| Eurycleidus arcuatus \| \| \| \| |
|  | |
|  | Atychodracon megacephalus* |
|  | |
|  | LEICS G221.1851 toegewezen aan Atychodracon megacephalus* |
|  | |
|  | NMING F8749 toegewezen aan Atychodracon megacephalus* |
|  | |
|  | NMING F10194 toegewezen aan Atychodracon megacephalus* |
|  | |
|  | Eurycleidus arcuatus |
|  | |

|  | Atychodracon megacephalus*                                |
|  |                                                           |
|  | LEICS G221.1851 toegewezen aan Atychodracon megacephalus* |
|  |                                                           |
|  | NMING F8749 toegewezen aan Atychodracon megacephalus*     |
|  |                                                           |
|  | NMING F10194 toegewezen aan Atychodracon megacephalus*    |
|  |                                                           |
|  | Eurycleidus arcuatus                                      |
|  |                                                           |

|  | WARWKS G10875 → nog onbenoemde soort* |
|  | |
|  | \| \| Atychodracon megacephalus* \| \| \| \| \| \| LEICS G221.1851 toegewezen aan Atychodracon megacephalus* \| \| \| \| \| \| NMING F8749 toegewezen aan Atychodracon megacephalus* \| \| \| \| \| \| NMING F10194 toegewezen aan Atychodracon megacephalus* \| \| \| \| \| \| Eurycleidus arcuatus \| \| \| \| |
|  | |
|  | Atychodracon megacephalus* |
|  | |
|  | LEICS G221.1851 toegewezen aan Atychodracon megacephalus* |
|  | |
|  | NMING F8749 toegewezen aan Atychodracon megacephalus* |
|  | |
|  | NMING F10194 toegewezen aan Atychodracon megacephalus* |
|  | |
|  | Eurycleidus arcuatus |
|  | |

|  | Atychodracon megacephalus*                                |
|  |                                                           |
|  | LEICS G221.1851 toegewezen aan Atychodracon megacephalus* |
|  |                                                           |
|  | NMING F8749 toegewezen aan Atychodracon megacephalus*     |
|  |                                                           |
|  | NMING F10194 toegewezen aan Atychodracon megacephalus*    |
|  |                                                           |
|  | Eurycleidus arcuatus                                      |
|  |                                                           |

|  | Rhomaleosaurus propinquus                                                             |
|  |                                                                                       |
|  | Rhomaleosaurus zetlandicus                                                            |
|  |                                                                                       |
|  | \| \| Rhomaleosaurus cramptoni \| \| \| \| \| \| Rhomaleosaurus thorntoni \| \| \| \| |
|  |                                                                                       |
|  | Rhomaleosaurus cramptoni                                                              |
|  |                                                                                       |
|  | Rhomaleosaurus thorntoni                                                              |
|  |                                                                                       |

|  | Rhomaleosaurus cramptoni |
|  |                          |
|  | Rhomaleosaurus thorntoni |
|  |                          |

|  | Rhomaleosaurus propinquus                                                             |
|  |                                                                                       |
|  | Rhomaleosaurus zetlandicus                                                            |
|  |                                                                                       |
|  | \| \| Rhomaleosaurus cramptoni \| \| \| \| \| \| Rhomaleosaurus thorntoni \| \| \| \| |
|  |                                                                                       |
|  | Rhomaleosaurus cramptoni                                                              |
|  |                                                                                       |
|  | Rhomaleosaurus thorntoni                                                              |
|  |                                                                                       |

|  | Rhomaleosaurus cramptoni |
|  |                          |
|  | Rhomaleosaurus thorntoni |
|  |                          |

|  | Rhomaleosaurus propinquus                                                             |
|  |                                                                                       |
|  | Rhomaleosaurus zetlandicus                                                            |
|  |                                                                                       |
|  | \| \| Rhomaleosaurus cramptoni \| \| \| \| \| \| Rhomaleosaurus thorntoni \| \| \| \| |
|  |                                                                                       |
|  | Rhomaleosaurus cramptoni                                                              |
|  |                                                                                       |
|  | Rhomaleosaurus thorntoni                                                              |
|  |                                                                                       |

|  | Rhomaleosaurus cramptoni |
|  |                          |
|  | Rhomaleosaurus thorntoni |
|  |                          |

|  | Rhomaleosaurus propinquus                                                             |
|  |                                                                                       |
|  | Rhomaleosaurus zetlandicus                                                            |
|  |                                                                                       |
|  | \| \| Rhomaleosaurus cramptoni \| \| \| \| \| \| Rhomaleosaurus thorntoni \| \| \| \| |
|  |                                                                                       |
|  | Rhomaleosaurus cramptoni                                                              |
|  |                                                                                       |
|  | Rhomaleosaurus thorntoni                                                              |
|  |                                                                                       |

|  | Rhomaleosaurus cramptoni |
|  |                          |
|  | Rhomaleosaurus thorntoni |
|  |                          |

|  | Rhomaleosaurus propinquus                                                             |
|  |                                                                                       |
|  | Rhomaleosaurus zetlandicus                                                            |
|  |                                                                                       |
|  | \| \| Rhomaleosaurus cramptoni \| \| \| \| \| \| Rhomaleosaurus thorntoni \| \| \| \| |
|  |                                                                                       |
|  | Rhomaleosaurus cramptoni                                                              |
|  |                                                                                       |
|  | Rhomaleosaurus thorntoni                                                              |
|  |                                                                                       |

|  | Rhomaleosaurus cramptoni |
|  |                          |
|  | Rhomaleosaurus thorntoni |
|  |                          |

|  | Rhomaleosaurus propinquus                                                             |
|  |                                                                                       |
|  | Rhomaleosaurus zetlandicus                                                            |
|  |                                                                                       |
|  | \| \| Rhomaleosaurus cramptoni \| \| \| \| \| \| Rhomaleosaurus thorntoni \| \| \| \| |
|  |                                                                                       |
|  | Rhomaleosaurus cramptoni                                                              |
|  |                                                                                       |
|  | Rhomaleosaurus thorntoni                                                              |
|  |                                                                                       |

|  | Rhomaleosaurus cramptoni |
|  |                          |
|  | Rhomaleosaurus thorntoni |
|  |                          |

|  | Rhomaleosaurus propinquus                                                             |
|  |                                                                                       |
|  | Rhomaleosaurus zetlandicus                                                            |
|  |                                                                                       |
|  | \| \| Rhomaleosaurus cramptoni \| \| \| \| \| \| Rhomaleosaurus thorntoni \| \| \| \| |
|  |                                                                                       |
|  | Rhomaleosaurus cramptoni                                                              |
|  |                                                                                       |
|  | Rhomaleosaurus thorntoni                                                              |
|  |                                                                                       |

|  | Rhomaleosaurus cramptoni |
|  |                          |
|  | Rhomaleosaurus thorntoni |
|  |                          |

|  | Rhomaleosaurus propinquus                                                             |
|  |                                                                                       |
|  | Rhomaleosaurus zetlandicus                                                            |
|  |                                                                                       |
|  | \| \| Rhomaleosaurus cramptoni \| \| \| \| \| \| Rhomaleosaurus thorntoni \| \| \| \| |
|  |                                                                                       |
|  | Rhomaleosaurus cramptoni                                                              |
|  |                                                                                       |
|  | Rhomaleosaurus thorntoni                                                              |
|  |                                                                                       |

|  | Rhomaleosaurus cramptoni |
|  |                          |
|  | Rhomaleosaurus thorntoni |
|  |                          |

|  | WARWKS G10875 → nog onbenoemde soort* |
|  | |
|  | \| \| Atychodracon megacephalus* \| \| \| \| \| \| LEICS G221.1851 toegewezen aan Atychodracon megacephalus* \| \| \| \| \| \| NMING F8749 toegewezen aan Atychodracon megacephalus* \| \| \| \| \| \| NMING F10194 toegewezen aan Atychodracon megacephalus* \| \| \| \| \| \| Eurycleidus arcuatus \| \| \| \| |
|  | |
|  | Atychodracon megacephalus* |
|  | |
|  | LEICS G221.1851 toegewezen aan Atychodracon megacephalus* |
|  | |
|  | NMING F8749 toegewezen aan Atychodracon megacephalus* |
|  | |
|  | NMING F10194 toegewezen aan Atychodracon megacephalus* |
|  | |
|  | Eurycleidus arcuatus |
|  | |

|  | Atychodracon megacephalus*                                |
|  |                                                           |
|  | LEICS G221.1851 toegewezen aan Atychodracon megacephalus* |
|  |                                                           |
|  | NMING F8749 toegewezen aan Atychodracon megacephalus*     |
|  |                                                           |
|  | NMING F10194 toegewezen aan Atychodracon megacephalus*    |
|  |                                                           |
|  | Eurycleidus arcuatus                                      |
|  |                                                           |

|  | WARWKS G10875 → nog onbenoemde soort* |
|  | |
|  | \| \| Atychodracon megacephalus* \| \| \| \| \| \| LEICS G221.1851 toegewezen aan Atychodracon megacephalus* \| \| \| \| \| \| NMING F8749 toegewezen aan Atychodracon megacephalus* \| \| \| \| \| \| NMING F10194 toegewezen aan Atychodracon megacephalus* \| \| \| \| \| \| Eurycleidus arcuatus \| \| \| \| |
|  | |
|  | Atychodracon megacephalus* |
|  | |
|  | LEICS G221.1851 toegewezen aan Atychodracon megacephalus* |
|  | |
|  | NMING F8749 toegewezen aan Atychodracon megacephalus* |
|  | |
|  | NMING F10194 toegewezen aan Atychodracon megacephalus* |
|  | |
|  | Eurycleidus arcuatus |
|  | |

|  | Atychodracon megacephalus*                                |
|  |                                                           |
|  | LEICS G221.1851 toegewezen aan Atychodracon megacephalus* |
|  |                                                           |
|  | NMING F8749 toegewezen aan Atychodracon megacephalus*     |
|  |                                                           |
|  | NMING F10194 toegewezen aan Atychodracon megacephalus*    |
|  |                                                           |
|  | Eurycleidus arcuatus                                      |
|  |                                                           |

|  | Rhomaleosaurus propinquus                                                             |
|  |                                                                                       |
|  | Rhomaleosaurus zetlandicus                                                            |
|  |                                                                                       |
|  | \| \| Rhomaleosaurus cramptoni \| \| \| \| \| \| Rhomaleosaurus thorntoni \| \| \| \| |
|  |                                                                                       |
|  | Rhomaleosaurus cramptoni                                                              |
|  |                                                                                       |
|  | Rhomaleosaurus thorntoni                                                              |
|  |                                                                                       |

|  | Rhomaleosaurus cramptoni |
|  |                          |
|  | Rhomaleosaurus thorntoni |
|  |                          |

|  | Rhomaleosaurus propinquus                                                             |
|  |                                                                                       |
|  | Rhomaleosaurus zetlandicus                                                            |
|  |                                                                                       |
|  | \| \| Rhomaleosaurus cramptoni \| \| \| \| \| \| Rhomaleosaurus thorntoni \| \| \| \| |
|  |                                                                                       |
|  | Rhomaleosaurus cramptoni                                                              |
|  |                                                                                       |
|  | Rhomaleosaurus thorntoni                                                              |
|  |                                                                                       |

|  | Rhomaleosaurus cramptoni |
|  |                          |
|  | Rhomaleosaurus thorntoni |
|  |                          |

|  | Rhomaleosaurus propinquus                                                             |
|  |                                                                                       |
|  | Rhomaleosaurus zetlandicus                                                            |
|  |                                                                                       |
|  | \| \| Rhomaleosaurus cramptoni \| \| \| \| \| \| Rhomaleosaurus thorntoni \| \| \| \| |
|  |                                                                                       |
|  | Rhomaleosaurus cramptoni                                                              |
|  |                                                                                       |
|  | Rhomaleosaurus thorntoni                                                              |
|  |                                                                                       |

|  | Rhomaleosaurus cramptoni |
|  |                          |
|  | Rhomaleosaurus thorntoni |
|  |                          |

|  | Rhomaleosaurus propinquus                                                             |
|  |                                                                                       |
|  | Rhomaleosaurus zetlandicus                                                            |
|  |                                                                                       |
|  | \| \| Rhomaleosaurus cramptoni \| \| \| \| \| \| Rhomaleosaurus thorntoni \| \| \| \| |
|  |                                                                                       |
|  | Rhomaleosaurus cramptoni                                                              |
|  |                                                                                       |
|  | Rhomaleosaurus thorntoni                                                              |
|  |                                                                                       |

|  | Rhomaleosaurus cramptoni |
|  |                          |
|  | Rhomaleosaurus thorntoni |
|  |                          |

|  | Rhomaleosaurus propinquus                                                             |
|  |                                                                                       |
|  | Rhomaleosaurus zetlandicus                                                            |
|  |                                                                                       |
|  | \| \| Rhomaleosaurus cramptoni \| \| \| \| \| \| Rhomaleosaurus thorntoni \| \| \| \| |
|  |                                                                                       |
|  | Rhomaleosaurus cramptoni                                                              |
|  |                                                                                       |
|  | Rhomaleosaurus thorntoni                                                              |
|  |                                                                                       |

|  | Rhomaleosaurus cramptoni |
|  |                          |
|  | Rhomaleosaurus thorntoni |
|  |                          |

|  | Rhomaleosaurus propinquus                                                             |
|  |                                                                                       |
|  | Rhomaleosaurus zetlandicus                                                            |
|  |                                                                                       |
|  | \| \| Rhomaleosaurus cramptoni \| \| \| \| \| \| Rhomaleosaurus thorntoni \| \| \| \| |
|  |                                                                                       |
|  | Rhomaleosaurus cramptoni                                                              |
|  |                                                                                       |
|  | Rhomaleosaurus thorntoni                                                              |
|  |                                                                                       |

|  | Rhomaleosaurus cramptoni |
|  |                          |
|  | Rhomaleosaurus thorntoni |
|  |                          |

|  | Rhomaleosaurus propinquus                                                             |
|  |                                                                                       |
|  | Rhomaleosaurus zetlandicus                                                            |
|  |                                                                                       |
|  | \| \| Rhomaleosaurus cramptoni \| \| \| \| \| \| Rhomaleosaurus thorntoni \| \| \| \| |
|  |                                                                                       |
|  | Rhomaleosaurus cramptoni                                                              |
|  |                                                                                       |
|  | Rhomaleosaurus thorntoni                                                              |
|  |                                                                                       |

|  | Rhomaleosaurus cramptoni |
|  |                          |
|  | Rhomaleosaurus thorntoni |
|  |                          |

|  | Rhomaleosaurus propinquus                                                             |
|  |                                                                                       |
|  | Rhomaleosaurus zetlandicus                                                            |
|  |                                                                                       |
|  | \| \| Rhomaleosaurus cramptoni \| \| \| \| \| \| Rhomaleosaurus thorntoni \| \| \| \| |
|  |                                                                                       |
|  | Rhomaleosaurus cramptoni                                                              |
|  |                                                                                       |
|  | Rhomaleosaurus thorntoni                                                              |
|  |                                                                                       |

|  | Rhomaleosaurus cramptoni |
|  |                          |
|  | Rhomaleosaurus thorntoni |
|  |                          |

|  | WARWKS G10875 → nog onbenoemde soort* |
|  | |
|  | \| \| Atychodracon megacephalus* \| \| \| \| \| \| LEICS G221.1851 toegewezen aan Atychodracon megacephalus* \| \| \| \| \| \| NMING F8749 toegewezen aan Atychodracon megacephalus* \| \| \| \| \| \| NMING F10194 toegewezen aan Atychodracon megacephalus* \| \| \| \| \| \| Eurycleidus arcuatus \| \| \| \| |
|  | |
|  | Atychodracon megacephalus* |
|  | |
|  | LEICS G221.1851 toegewezen aan Atychodracon megacephalus* |
|  | |
|  | NMING F8749 toegewezen aan Atychodracon megacephalus* |
|  | |
|  | NMING F10194 toegewezen aan Atychodracon megacephalus* |
|  | |
|  | Eurycleidus arcuatus |
|  | |

|  | Atychodracon megacephalus*                                |
|  |                                                           |
|  | LEICS G221.1851 toegewezen aan Atychodracon megacephalus* |
|  |                                                           |
|  | NMING F8749 toegewezen aan Atychodracon megacephalus*     |
|  |                                                           |
|  | NMING F10194 toegewezen aan Atychodracon megacephalus*    |
|  |                                                           |
|  | Eurycleidus arcuatus                                      |
|  |                                                           |

|  | WARWKS G10875 → nog onbenoemde soort* |
|  | |
|  | \| \| Atychodracon megacephalus* \| \| \| \| \| \| LEICS G221.1851 toegewezen aan Atychodracon megacephalus* \| \| \| \| \| \| NMING F8749 toegewezen aan Atychodracon megacephalus* \| \| \| \| \| \| NMING F10194 toegewezen aan Atychodracon megacephalus* \| \| \| \| \| \| Eurycleidus arcuatus \| \| \| \| |
|  | |
|  | Atychodracon megacephalus* |
|  | |
|  | LEICS G221.1851 toegewezen aan Atychodracon megacephalus* |
|  | |
|  | NMING F8749 toegewezen aan Atychodracon megacephalus* |
|  | |
|  | NMING F10194 toegewezen aan Atychodracon megacephalus* |
|  | |
|  | Eurycleidus arcuatus |
|  | |

|  | Atychodracon megacephalus*                                |
|  |                                                           |
|  | LEICS G221.1851 toegewezen aan Atychodracon megacephalus* |
|  |                                                           |
|  | NMING F8749 toegewezen aan Atychodracon megacephalus*     |
|  |                                                           |
|  | NMING F10194 toegewezen aan Atychodracon megacephalus*    |
|  |                                                           |
|  | Eurycleidus arcuatus                                      |
|  |                                                           |

|  | Rhomaleosaurus propinquus                                                             |
|  |                                                                                       |
|  | Rhomaleosaurus zetlandicus                                                            |
|  |                                                                                       |
|  | \| \| Rhomaleosaurus cramptoni \| \| \| \| \| \| Rhomaleosaurus thorntoni \| \| \| \| |
|  |                                                                                       |
|  | Rhomaleosaurus cramptoni                                                              |
|  |                                                                                       |
|  | Rhomaleosaurus thorntoni                                                              |
|  |                                                                                       |

|  | Rhomaleosaurus cramptoni |
|  |                          |
|  | Rhomaleosaurus thorntoni |
|  |                          |

|  | Rhomaleosaurus propinquus                                                             |
|  |                                                                                       |
|  | Rhomaleosaurus zetlandicus                                                            |
|  |                                                                                       |
|  | \| \| Rhomaleosaurus cramptoni \| \| \| \| \| \| Rhomaleosaurus thorntoni \| \| \| \| |
|  |                                                                                       |
|  | Rhomaleosaurus cramptoni                                                              |
|  |                                                                                       |
|  | Rhomaleosaurus thorntoni                                                              |
|  |                                                                                       |

|  | Rhomaleosaurus cramptoni |
|  |                          |
|  | Rhomaleosaurus thorntoni |
|  |                          |

|  | Rhomaleosaurus propinquus                                                             |
|  |                                                                                       |
|  | Rhomaleosaurus zetlandicus                                                            |
|  |                                                                                       |
|  | \| \| Rhomaleosaurus cramptoni \| \| \| \| \| \| Rhomaleosaurus thorntoni \| \| \| \| |
|  |                                                                                       |
|  | Rhomaleosaurus cramptoni                                                              |
|  |                                                                                       |
|  | Rhomaleosaurus thorntoni                                                              |
|  |                                                                                       |

|  | Rhomaleosaurus cramptoni |
|  |                          |
|  | Rhomaleosaurus thorntoni |
|  |                          |

|  | Rhomaleosaurus propinquus                                                             |
|  |                                                                                       |
|  | Rhomaleosaurus zetlandicus                                                            |
|  |                                                                                       |
|  | \| \| Rhomaleosaurus cramptoni \| \| \| \| \| \| Rhomaleosaurus thorntoni \| \| \| \| |
|  |                                                                                       |
|  | Rhomaleosaurus cramptoni                                                              |
|  |                                                                                       |
|  | Rhomaleosaurus thorntoni                                                              |
|  |                                                                                       |

|  | Rhomaleosaurus cramptoni |
|  |                          |
|  | Rhomaleosaurus thorntoni |
|  |                          |

|  | Rhomaleosaurus propinquus                                                             |
|  |                                                                                       |
|  | Rhomaleosaurus zetlandicus                                                            |
|  |                                                                                       |
|  | \| \| Rhomaleosaurus cramptoni \| \| \| \| \| \| Rhomaleosaurus thorntoni \| \| \| \| |
|  |                                                                                       |
|  | Rhomaleosaurus cramptoni                                                              |
|  |                                                                                       |
|  | Rhomaleosaurus thorntoni                                                              |
|  |                                                                                       |

|  | Rhomaleosaurus cramptoni |
|  |                          |
|  | Rhomaleosaurus thorntoni |
|  |                          |

|  | Rhomaleosaurus propinquus                                                             |
|  |                                                                                       |
|  | Rhomaleosaurus zetlandicus                                                            |
|  |                                                                                       |
|  | \| \| Rhomaleosaurus cramptoni \| \| \| \| \| \| Rhomaleosaurus thorntoni \| \| \| \| |
|  |                                                                                       |
|  | Rhomaleosaurus cramptoni                                                              |
|  |                                                                                       |
|  | Rhomaleosaurus thorntoni                                                              |
|  |                                                                                       |

|  | Rhomaleosaurus cramptoni |
|  |                          |
|  | Rhomaleosaurus thorntoni |
|  |                          |

|  | Rhomaleosaurus propinquus                                                             |
|  |                                                                                       |
|  | Rhomaleosaurus zetlandicus                                                            |
|  |                                                                                       |
|  | \| \| Rhomaleosaurus cramptoni \| \| \| \| \| \| Rhomaleosaurus thorntoni \| \| \| \| |
|  |                                                                                       |
|  | Rhomaleosaurus cramptoni                                                              |
|  |                                                                                       |
|  | Rhomaleosaurus thorntoni                                                              |
|  |                                                                                       |

|  | Rhomaleosaurus cramptoni |
|  |                          |
|  | Rhomaleosaurus thorntoni |
|  |                          |

|  | Rhomaleosaurus propinquus                                                             |
|  |                                                                                       |
|  | Rhomaleosaurus zetlandicus                                                            |
|  |                                                                                       |
|  | \| \| Rhomaleosaurus cramptoni \| \| \| \| \| \| Rhomaleosaurus thorntoni \| \| \| \| |
|  |                                                                                       |
|  | Rhomaleosaurus cramptoni                                                              |
|  |                                                                                       |
|  | Rhomaleosaurus thorntoni                                                              |
|  |                                                                                       |

|  | Rhomaleosaurus cramptoni |
|  |                          |
|  | Rhomaleosaurus thorntoni |
|  |                          |

|  | WARWKS G10875 → nog onbenoemde soort* |
|  | |
|  | \| \| Atychodracon megacephalus* \| \| \| \| \| \| LEICS G221.1851 toegewezen aan Atychodracon megacephalus* \| \| \| \| \| \| NMING F8749 toegewezen aan Atychodracon megacephalus* \| \| \| \| \| \| NMING F10194 toegewezen aan Atychodracon megacephalus* \| \| \| \| \| \| Eurycleidus arcuatus \| \| \| \| |
|  | |
|  | Atychodracon megacephalus* |
|  | |
|  | LEICS G221.1851 toegewezen aan Atychodracon megacephalus* |
|  | |
|  | NMING F8749 toegewezen aan Atychodracon megacephalus* |
|  | |
|  | NMING F10194 toegewezen aan Atychodracon megacephalus* |
|  | |
|  | Eurycleidus arcuatus |
|  | |

|  | Atychodracon megacephalus*                                |
|  |                                                           |
|  | LEICS G221.1851 toegewezen aan Atychodracon megacephalus* |
|  |                                                           |
|  | NMING F8749 toegewezen aan Atychodracon megacephalus*     |
|  |                                                           |
|  | NMING F10194 toegewezen aan Atychodracon megacephalus*    |
|  |                                                           |
|  | Eurycleidus arcuatus                                      |
|  |                                                           |

|  | WARWKS G10875 → nog onbenoemde soort* |
|  | |
|  | \| \| Atychodracon megacephalus* \| \| \| \| \| \| LEICS G221.1851 toegewezen aan Atychodracon megacephalus* \| \| \| \| \| \| NMING F8749 toegewezen aan Atychodracon megacephalus* \| \| \| \| \| \| NMING F10194 toegewezen aan Atychodracon megacephalus* \| \| \| \| \| \| Eurycleidus arcuatus \| \| \| \| |
|  | |
|  | Atychodracon megacephalus* |
|  | |
|  | LEICS G221.1851 toegewezen aan Atychodracon megacephalus* |
|  | |
|  | NMING F8749 toegewezen aan Atychodracon megacephalus* |
|  | |
|  | NMING F10194 toegewezen aan Atychodracon megacephalus* |
|  | |
|  | Eurycleidus arcuatus |
|  | |

|  | Atychodracon megacephalus*                                |
|  |                                                           |
|  | LEICS G221.1851 toegewezen aan Atychodracon megacephalus* |
|  |                                                           |
|  | NMING F8749 toegewezen aan Atychodracon megacephalus*     |
|  |                                                           |
|  | NMING F10194 toegewezen aan Atychodracon megacephalus*    |
|  |                                                           |
|  | Eurycleidus arcuatus                                      |
|  |                                                           |

|  | Rhomaleosaurus propinquus                                                             |
|  |                                                                                       |
|  | Rhomaleosaurus zetlandicus                                                            |
|  |                                                                                       |
|  | \| \| Rhomaleosaurus cramptoni \| \| \| \| \| \| Rhomaleosaurus thorntoni \| \| \| \| |
|  |                                                                                       |
|  | Rhomaleosaurus cramptoni                                                              |
|  |                                                                                       |
|  | Rhomaleosaurus thorntoni                                                              |
|  |                                                                                       |

|  | Rhomaleosaurus cramptoni |
|  |                          |
|  | Rhomaleosaurus thorntoni |
|  |                          |

|  | Rhomaleosaurus propinquus                                                             |
|  |                                                                                       |
|  | Rhomaleosaurus zetlandicus                                                            |
|  |                                                                                       |
|  | \| \| Rhomaleosaurus cramptoni \| \| \| \| \| \| Rhomaleosaurus thorntoni \| \| \| \| |
|  |                                                                                       |
|  | Rhomaleosaurus cramptoni                                                              |
|  |                                                                                       |
|  | Rhomaleosaurus thorntoni                                                              |
|  |                                                                                       |

|  | Rhomaleosaurus cramptoni |
|  |                          |
|  | Rhomaleosaurus thorntoni |
|  |                          |

|  | Rhomaleosaurus propinquus                                                             |
|  |                                                                                       |
|  | Rhomaleosaurus zetlandicus                                                            |
|  |                                                                                       |
|  | \| \| Rhomaleosaurus cramptoni \| \| \| \| \| \| Rhomaleosaurus thorntoni \| \| \| \| |
|  |                                                                                       |
|  | Rhomaleosaurus cramptoni                                                              |
|  |                                                                                       |
|  | Rhomaleosaurus thorntoni                                                              |
|  |                                                                                       |

|  | Rhomaleosaurus cramptoni |
|  |                          |
|  | Rhomaleosaurus thorntoni |
|  |                          |

|  | Rhomaleosaurus propinquus                                                             |
|  |                                                                                       |
|  | Rhomaleosaurus zetlandicus                                                            |
|  |                                                                                       |
|  | \| \| Rhomaleosaurus cramptoni \| \| \| \| \| \| Rhomaleosaurus thorntoni \| \| \| \| |
|  |                                                                                       |
|  | Rhomaleosaurus cramptoni                                                              |
|  |                                                                                       |
|  | Rhomaleosaurus thorntoni                                                              |
|  |                                                                                       |

|  | Rhomaleosaurus cramptoni |
|  |                          |
|  | Rhomaleosaurus thorntoni |
|  |                          |

|  | Rhomaleosaurus propinquus                                                             |
|  |                                                                                       |
|  | Rhomaleosaurus zetlandicus                                                            |
|  |                                                                                       |
|  | \| \| Rhomaleosaurus cramptoni \| \| \| \| \| \| Rhomaleosaurus thorntoni \| \| \| \| |
|  |                                                                                       |
|  | Rhomaleosaurus cramptoni                                                              |
|  |                                                                                       |
|  | Rhomaleosaurus thorntoni                                                              |
|  |                                                                                       |

|  | Rhomaleosaurus cramptoni |
|  |                          |
|  | Rhomaleosaurus thorntoni |
|  |                          |

|  | Rhomaleosaurus propinquus                                                             |
|  |                                                                                       |
|  | Rhomaleosaurus zetlandicus                                                            |
|  |                                                                                       |
|  | \| \| Rhomaleosaurus cramptoni \| \| \| \| \| \| Rhomaleosaurus thorntoni \| \| \| \| |
|  |                                                                                       |
|  | Rhomaleosaurus cramptoni                                                              |
|  |                                                                                       |
|  | Rhomaleosaurus thorntoni                                                              |
|  |                                                                                       |

|  | Rhomaleosaurus cramptoni |
|  |                          |
|  | Rhomaleosaurus thorntoni |
|  |                          |

|  | Rhomaleosaurus propinquus                                                             |
|  |                                                                                       |
|  | Rhomaleosaurus zetlandicus                                                            |
|  |                                                                                       |
|  | \| \| Rhomaleosaurus cramptoni \| \| \| \| \| \| Rhomaleosaurus thorntoni \| \| \| \| |
|  |                                                                                       |
|  | Rhomaleosaurus cramptoni                                                              |
|  |                                                                                       |
|  | Rhomaleosaurus thorntoni                                                              |
|  |                                                                                       |

|  | Rhomaleosaurus cramptoni |
|  |                          |
|  | Rhomaleosaurus thorntoni |
|  |                          |

|  | Rhomaleosaurus propinquus                                                             |
|  |                                                                                       |
|  | Rhomaleosaurus zetlandicus                                                            |
|  |                                                                                       |
|  | \| \| Rhomaleosaurus cramptoni \| \| \| \| \| \| Rhomaleosaurus thorntoni \| \| \| \| |
|  |                                                                                       |
|  | Rhomaleosaurus cramptoni                                                              |
|  |                                                                                       |
|  | Rhomaleosaurus thorntoni                                                              |
|  |                                                                                       |

|  | Rhomaleosaurus cramptoni |
|  |                          |
|  | Rhomaleosaurus thorntoni |
|  |                          |

## Levenswijze

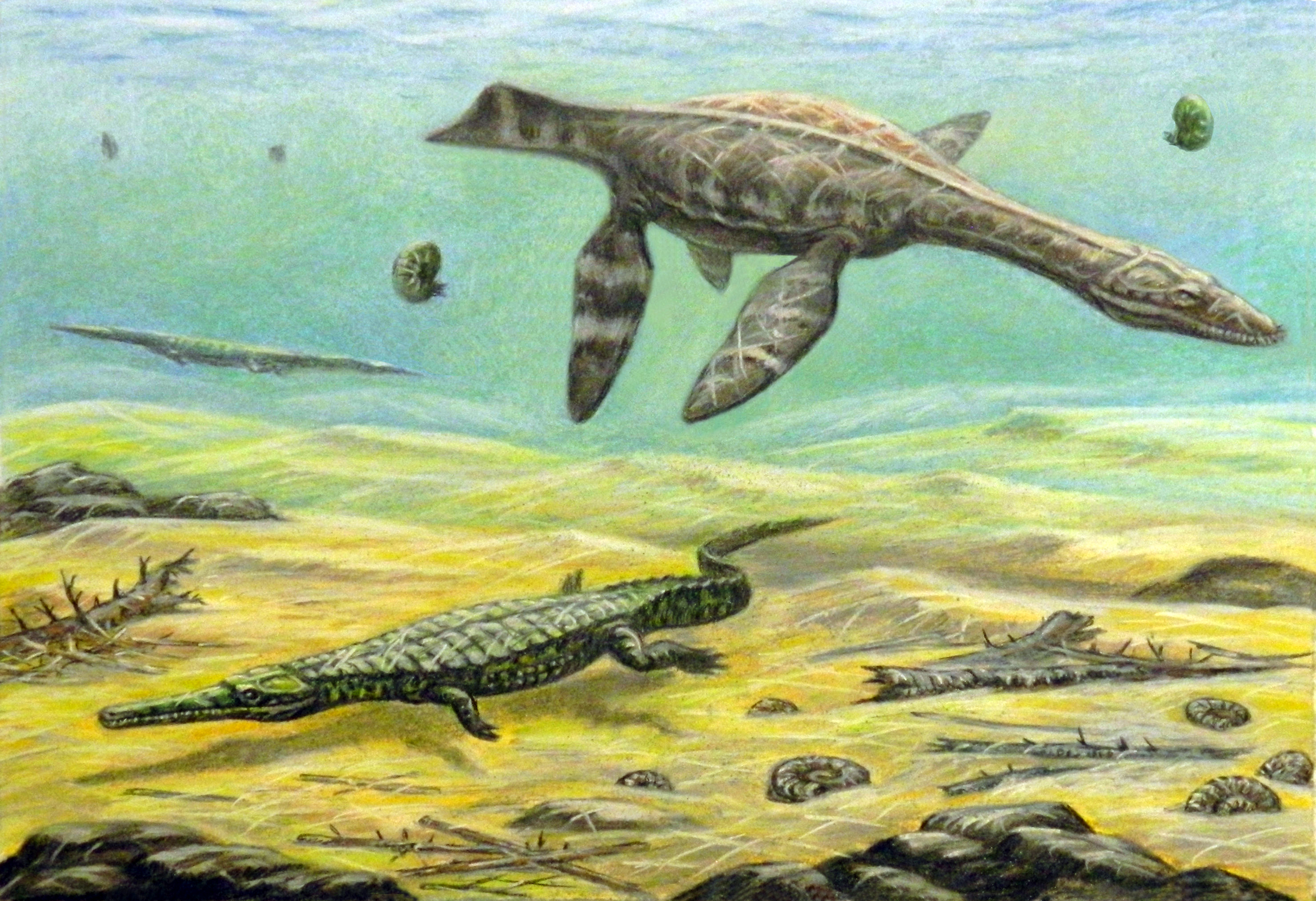
Rhomaleosaurus met Teleosaurus

Het dier had een voortreffelijke reukzin en kon zijn prooi lokaliseren met behulp van geur, door passages in zijn schedel met sensorische organen. De neusgaten lagen op zo'n manier, dat het dier zich met een iets geopende bek kon voortbewegen, zodat ze het water konden 'proeven'. Met deze aanpassing zou het zijn prooi kunnen jagen op een vergelijkbare manier als sommige moderne haaiensoorten.